# Candlet
Candlet is een oude bewoonde locatie  in civil parish Trimley St. Mary in het bestuurlijke gebied Suffolk Coastal, in het Engelse graafschap Suffolk. Candlet ligt ten noorden van Felixstowe en ten noorden van de A14 en A154 (de Candlet Rd).
Candlet komt in het Domesday Book (1086) voor als 'Candelenta'. In de Domesday data (domesdaymap) ligt Candlet in de honderd van Colnes (Colneis Hundred).
In Candlet staat een boerderij uit de vroege 17e eeuw welke onder de English Heritage valt. Deze boerderij wordt gezien als een herbouwing van een eerder gebouwd hall house.